# Teorija plastičnosti
Plastično deformiranje je vrlo složeno i do danas nisu postavljene opće konstutivne jednadžbe koje bi dovoljno opisale plastično deformiranje. Teorija plastičnosti se može podijeliti u dvije skupine:
1) Matematička teorija plastičnosti – čiji je zadatak eksperimentalne podatke o tečenju materijala zapisati u obliku formula i jednadžbi (makrorazina)
2) Fizikalna teorija plastičnosti – opisuje plastično deformiranje u kristalnoj rešetci, odnosno zašto i kako nastaje plastično deformiranje pojedinih kristala u materijalu (mikrorazina). 
U praksi se primjenjuje teorija plastičnosti na makrorazini, bilo da se radi o proračunima nosivih konstrukcija, deformiranjem metala ili nekih drugih konstrukcija. Ipak, sa stajališta fizikalne teorije plastičnsti dobivaju se odgovori mogućnosti primjene i valjanosti matematičkih teorija plastičnosti.